# Jaber Al-Mubarak Al-Hamad Al-Sabah
Sheikh Jaber Al-Mubarak Al-Hamad Al-Sabah, (em árabe: جابر مبارك الحمد الصباح, translit. Jābir Mubārak al-Ḥamad aṣ-Ṣabāḥ, Cidade do Kuwait, 4 de janeiro de 1942 – Cidade do Kuwait, 14 de setembro de 2024) foi um político do Kuwait, sendo Primeiro-ministro de 2011 até sua morte, em 2024. Anteriormente ele serviu como Ministro da Defesa tanto como vice primeiro-ministro.
Jaber foi nomeado primeiro-ministro em 4 de dezembro de 2011. Um ano depois, em 5 de dezembro de 2012, ele foi reconduzido como primeiro-ministro após a eleição parlamentar realizada em 1º de dezembro de 2012. Ele foi novamente indicado na mesma posição em 1º de novembro de 2017, quando uma ordem do Emir foi emitida para indicá-lo como primeiro-ministro e ordenar que ele nomeasse membros do novo governo.

## Carreira
Jaber começou sua carreira como conselheiro no departamento de assuntos administrativos do Amiri Diwan em 1968 e serviu lá até 1971. Em seguida, ele atuou como diretor do departamento de assuntos administrativos do Diwan até 1975. Ele se tornou subsecretário assistente de assuntos administrativos e financeiros do Diwan até 1979. Naquele ano, ele se tornou governador, servindo de 1979 a 1985 em Hawally e de 1985 a 1986 em Ahmedy. Ele foi ministro de Assuntos Sociais e Trabalhistas de 1986 a 1988 e ministro da Informação de 1988 a 1990.
Após a libertação do Kuwait em 1991, Jaber tornou-se conselheiro do escritório do Emir, cargo que ocupou até 2001. Em 14 de fevereiro de 2001, ele foi nomeado vice-primeiro-ministro e ministro da Defesa. Em 2004, Jaber tornou-se presidente do Conselho Supremo do Meio Ambiente. Em 2006, ele foi nomeado primeiro vice-primeiro-ministro, bem como ministro do Interior e da Defesa. No ano seguinte, ele foi nomeado primeiro vice-primeiro-ministro e ministro da Defesa.
Sabah foi nomeado primeiro-ministro em 4 de dezembro de 2011. Em 5 de dezembro de 2012, ele foi reconduzido como primeiro-ministro após uma eleição parlamentar realizada em 1 de dezembro de 2012.
Em janeiro de 2014, foi anunciado que ele havia remodelado seu gabinete de cinco meses, substituindo sete membros, incluindo os ministros do Petróleo e das Finanças, e aumentando o número de islâmicos para quatro. A remodelação ocorreu duas semanas depois que todos os ministros apresentaram suas renúncias a Sabah, depois que vários membros do gabinete, incluindo o próprio primeiro-ministro, foram questionados pelos parlamentares. O emir Sabah Al Ahmad Al Sabah aceitou a renúncia de sete dos 15 ministros e decretou a nomeação de novos ministros. O gabinete modificado incluía um novo ministro do Petróleo, Ali Al Omair, um legislador que era um membro sênior da Aliança Salaf Islâmica. Ele substituiu Mustafa Al Shamali.

### Acusações de corrupção
Em 13 de abril de 2021, um tribunal do Kuwait ordenou a detenção de Jaber Al Mubarak Al Hamad Al Sabah por acusações de corrupção.  Ele foi o primeiro ex-primeiro-ministro do Kuwait a enfrentar prisão preventiva por acusações de corrupção.  Os crimes supostamente ocorreram durante o mandato de Jaber Al-Sabah como ministro da Defesa de 2001-11.

## Morte
Jaber morreu no dia 14 de setembro de 2024, aos 82 anos.